# Will Roland
Will Roland (né le 5 mars 1989) est un acteur et chanteur américain, surtout connu pour avoir interprété le rôle de Jared Kleinman dans la comédie musicale de Broadway Dear Evan Hansen, pour laquelle il a reçu un Grammy et un Daytime Emmy Award. Au cinéma, il est connu pour son rôle dans le film dramatique One Penny. Plus récemment, il a joué le rôle principal de Jeremy Heere dans la comédie musicale Be More Chill à la fois off-Broadway et à Broadway.

## Biographie
William Frederick Roland est né à New York de Beth et William J. Roland, copropriétaires de Roland Antiques, une maison de vente aux enchères. Il vit tout d'abord à Greenwich Village avant de déménager à Locust Valley, Long Island à l'âge de huit ans. Il fréquente la Friends Academy au collège et au lycée. Roland devient diplômé de l'Université de New York en 2011 en théâtre musical de la Steinhardt School of Culture, Education, and Human Development.
Le premier rôle professionnel de Roland après avoir obtenu son diplôme universitaire remonte à 2011, où il joue le rôle de Ian DeForge dans The Bus au 59e59 Theatres. Le spectacle débute le 4 octobre 2011 et se termine le 31 octobre 2011.
En 2012, Roland joue le rôle de Nato Obenkrieger du 16 août 2012 au 2 septembre 2012 dans un atelier mis en scène de The Black Suits, une comédie musicale de Joe Iconis dans The Berkshires au Barrington Stage Company. Dans cette production, il joue aux côtés de Ben Platt, avec qui il jouera à nouveau dans Dear Evan Hansen. Roland reprend ensuite ce rôle du 27 octobre 2013 au 24 novembre 2013 à Los Angeles, Californie, pour la première mondiale du spectacle au Center Theatre Group.
En avril 2013, Roland participe à la première lecture de Be More Chill, dans laquelle il interprète le rôle de Michael. Il quitte ensuite la production et sera ré-auditionné pour le rôle principal en 2015 lors du casting pour sa première mondiale, après quoi il ne sera pas sélectionné. À cette époque, il s'implique également dans le Untitled PPL Project. À partir de juillet 2014, Roland participe aux lectures et ateliers du spectacle qui deviendra Dear Evan Hansen, dans le rôle de Jared Kleinman. Le spectacle fait sa première à Washington, DC à l'Arena Stage et se déroule du 10 juillet 2015 au 23 août 2015.
Alors qu'il est à Washington pour l'atelier et la production originale de Dear Evan Hansen, Roland joue également le rôle de Collin dans le film indépendant One Penny. La photographie principale a lieu en 2015. Le film est présenté en première au DC Independent Film Festival en février 2017. Il est nommé pour le meilleur acteur dans un second rôle au Festival international du film et de la musique de Virginie du Nord en 2017.
En 2016, Roland reprend son rôle de Jared lorsque Dear Evan Hansen est sorti du Off-Broadway pour un engagement limité au Second Stage Theatre. Les aperçus commencent le 26 mars 2016. Le spectacle débute le 1er mai 2016 et se déroule jusqu'au 29 mai 2016. Après avoir vendu sa tournée Off-Broadway, le spectacle est ensuite transféré à Broadway au Music Box Theatre. Les avant-premières commencent le 14 novembre 2016 et le spectacle débute le 4 décembre 2016. Roland quitte le spectacle le 10 juin 2018.
En 2017, Roland est approché par les showrunners de Billions après sa prestation dans Dear Evan Hansen. On lui offre une audition pour un rôle d'invité, qui se transforme en rôle récurrent de Winston, que Roland interprète à partir de la saison 3.
Le 13 avril 2018, il est annoncé que Roland jouerait le rôle de Jeremy Heere dans Be More Chill, le Off-Broadway à engagement limité de Joe Iconis, joué au Pershing Square Signature Center. Les aperçus commencent le 26 juillet 2018. Le spectacle débute le 9 août 2018 et se termine le 30 septembre 2018 après une prolongation d'une semaine. Grâce à Ghostlight Records, Roland sort une nouvelle chanson intitulée Loser Geek Whatever qui est introduite dans la série comme la nouvelle finale de l'acte 1 pour sa tournée Off-Broadway. Après sa tournée Off-Broadway à guichets fermés, Roland reprend le rôle après que le spectacle a été transféré à Broadway au Lyceum Theatre. Les aperçus commencent le 13 février 2019. Le spectacle débute le 10 mars 2019 et se termine le 11 août 2019.
En 2021, il joue le rôle de Zeke Matthews dans l'enregistrement en studio de Goosebumps The Musical: Phantom of the Auditorium. Il joue aux côtés de Krystina Alabado et Noah Galvin.
Le 7 novembre 2018, Roland se fiance à sa petite amie de longue date, Stephanie Wessels.

## Théâtre
- 2011 : The Bus : Ian De Forge[3]
- 2012 : Billy Witch : Michael
- 2012 : Wonderful Town : Franck Lippencott
- 2012-2013 : The Black Suits : Nato Obenkrieger
- 2014 : Academia Nuts! : Joseph McCutter
- 2015-2018 : Dear Evan Hansen : Jared Kleinman
- 2018-2019 : Be More Chill : Jeremy Heere
- 2021 : Goosebumps the Musical: Phantom of the Auditorium : Zeke Matthews

## Filmographie

### Cinéma
- 2017 : One Penny de Michael DeVita : Colin[1]

### Télévision
- 2015 : Les Mystères de Laura : le troisième crétin
- 2016 : Red Oaks : Joel[1]
- 2018 : Billions : Winston[1],[17]
- 2018- : Unbreakable Kimmy Schmidt : joueur de quidditch[1],[17]

## Distinctions

### Récompenses
- Prix du public Broadway.com 2017 : Meilleur moment comique pour Dear Evan Hansen[18]
- Grammy Awards 2018 : Meilleur album de théâtre musical pour Dear Evan Hansen
- Daytime Emmy Awards 2018 : Meilleure performance musicale dans une émission télévisée pour "You Will Be Found" de Dear Evan Hansen sur Today (NBC)[19]
- Prix du public Broadway.com 2019 : Meilleur duo sur scène (avec George Salazar) pour Be More Chill[20]
- Theatre Fan's Choice Awards 2019 : Meilleur acteur principal dans une comédie musicale pour Be More Chill[21]

### Nominations
- Festival international du film et de la musique de Virginie du Nord 2017 : Meilleur acteur dans un second rôle - Long métrage pour One Penny[22]
- Prix du public Broadway.com 2017 :
  - Révélation masculine pour Dear Evan Hansen[23]
  - Meilleur acteur principal dans une comédie musicale pour Dear Evan Hansen[23]
- Prix du public Broadway.com 2019 :
  - Meilleur acteur principal dans une comédie musicale pour Be More Chill[24]
  - Meilleur duo sur scène (avec Stephanie Hsu) pour Be More Chill[24]